# Generalrat (Pfalz)
Der Generalrat war eine politische Vertretungsebene im Königreich Bayern, der von 1816 bis 1820 im Rheinkreis (Pfalz) mit Sitz in Speyer existierte.

## Geschichte
Der Generalrat hatte bereits seit der französischen Zeit (ab 1802 als conseil général des Département du Mont-Tonnerre) bestanden und war als Organ nach dem Übergang an das Königreich Bayern 1816 beibehalten worden. Der bayerische König Maximilian I. Joseph verfügte am 24. September 1816 die neuerliche Einberufung des Generalrats, dessen 20 Mitglieder, die der König jeweils für drei Jahre nominierte, den höheren Gesellschaftsschichten entstammten. Er entwickelte sich zu einem wirkungsvollen Vertretungsorgan der Pfalz im bayerischen Gesamtstaat. Ab 1820 wurde als Nachfolgeorgan der Landrat (nicht zu verwechseln mit dem heutigen politischen Amt) geschaffen. Landräte wurden ab 1828 auf Initiative König Ludwigs I. auch im rechtsrheinischen Bayern eingeführt. Von 1852 bis 1919 gab es Kreisgemeinden mit dem gewählten Landrat als Vertretungsorgan, dessen Beschlüsse nach Anerkennung durch den König in Kraft traten. Die Geschäftsführung des Landrates oblag der jeweiligen Kreisregierung.